# Bob és Bobek
„Ébresztő! Gyerünk dolgozni! – De miért? – Mert a munka nemesít!”
A Bob és Bobek (eredeti cím: Bob a Bobek – králíci z klobouku) 1979-ben indult csehszlovák televíziós rajzfilmsorozat, két nyusziról, akik egy cilinderben laknak, és reggelenként tornáznak. A nagyobbik (Bob) szorgalmas, a kisebbik (Bobek) lustább, akit noszogatni kell, hogy csináljon valamit, de okos és leleményes. A történetek során a nyulak gyakran keverednek bajba, melyekből komikus cselekmény alakul ki. A sorozat forgatása 1978-ban kezdődött, és 91 epizód készült.

## Magyar változat
A szinkront a Minimax megbízásából a Retro Video Stúdió készítette.
Magyar szöveg: Kálmán Judit, Nagy Mónika Zsuzsanna
Hangmérnök: Zsebényi Béla
Gyártásvezető: Czobor Éva
Szinkronrendező: Abadhári Forrád

### Magyar hangok
Főszereplők
- Schnell Ádám – Bob
- Cserna Antal – Bobek
- Forgács Gábor – Narrátor

További szereplők
- Baráth István – kerékpáros fiú
- Bartucz Attila – vulkanológus, Ifj. Dzsingisz Kán, Ali, szőnyegtolvaj
- Galbenisz Tomasz – egyik piaci árus
- Sági Tímea – repülőszőnyeges lány, állatkerti felügyelőnő
- Seder Gábor – versenyhirdető, másik piaci árus
- Szokol Péter – technikus a pandaotthonban, kenguru
- Vári Attila – egyik medve, piaci vásárló

## Epizódok
| 1. Takarítóbrigád (Na ulici) 2. A kertben (Na zahradě) 3. A rolleron (S koloběžkou) 4. Asztalosok (Truhláři) 5. A benzinkútnál (U pumpy) 6. A görkorcsolya bajnokok (Na bruslích) 7. Az építkezésen (Na stavbě) 8. A levegőben (Ve vzduchu) 9. Szökésben (Na útěku) 10. A tengeren (Na moři) 11. A sportiskolában (Ve škole sportu) 12. A kiránduláson (Na výletě) 13. A koncerten (Na koncertě) | 1. Bobek a sarkon (Za rohem) 2. Az állatkertben (V ZOO) 3. Bob és Bobek költöztetnek (Stěhují…) 4. Az étteremben (V restauraci) 5. A parkőrök (Hlídači v parku) 6. A repülőtéren (Na letišti) 7. A hajón (Na lodi) 8. Az erdőben (V lese) 9. Az atlétikai versenyen (Na lehkoatletických závodech) 10. A hegyekben (Na horách) 11. Kalap nélkül (Bez klobouku) 12. A tengernél (U moře) 13. A diszkóban (Na diskotéce) | 1. Šťastní výherci 2. Čistí okna 3. Zachránci 4. V manéži 5. Opraváři 6. Opraváři televizorů 7. V galerii 8. V balónu 9. V lázních 10. Na pouti 11. Při povodni 12. Ve službách vědy 13. Návštěva z vesmíru 14. Na ostrově |

## DVD-epizódok
| 1. DVD 1. A kasmíri piacon 2. A kenguruk földjén 3. A kicsi panda 4. A repülő szőnyeg 5. A vulkánok földjén 6. Dzsingisz kán hazájában 7. Kalóz kalandja 8. Transzszibériai vasúton | 2. DVD 1. A bevásárlóközpontban 2. A föld alatti kaland 3. A jó cselekedet napja 4. A jós 5. A kísértetkastély 6. A légiparádé 7. A levegőben 8. A Loch Ness-i szörny 9. A reklám világa |

## Lásd még
- Híres nyulak listája

## Fordítás
Ez a szócikk részben vagy egészben  a   Bob a Bobek - králíci z klobouku című cseh Wikipédia-szócikk fordításán alapul.  Az eredeti cikk szerkesztőit annak laptörténete sorolja fel. Ez a jelzés csupán a megfogalmazás eredetét és a szerzői jogokat jelzi, nem szolgál a cikkben szereplő információk forrásmegjelöléseként.